# Prnjavor (Šabac)
Pour les articles homonymes, voir Prnjavor.
Prnjavor (en serbe cyrillique : Прњавор) est une localité de Serbie située sur le territoire de la ville de Šabac, district de Mačva. Au recensement de 2011, elle comptait 3 906 habitants.

## Géographie
Prnjavor, officiellement classé parmi les villages de Serbie, est situé sur les bords du Jerez, un affluent de la Save.

## Histoire

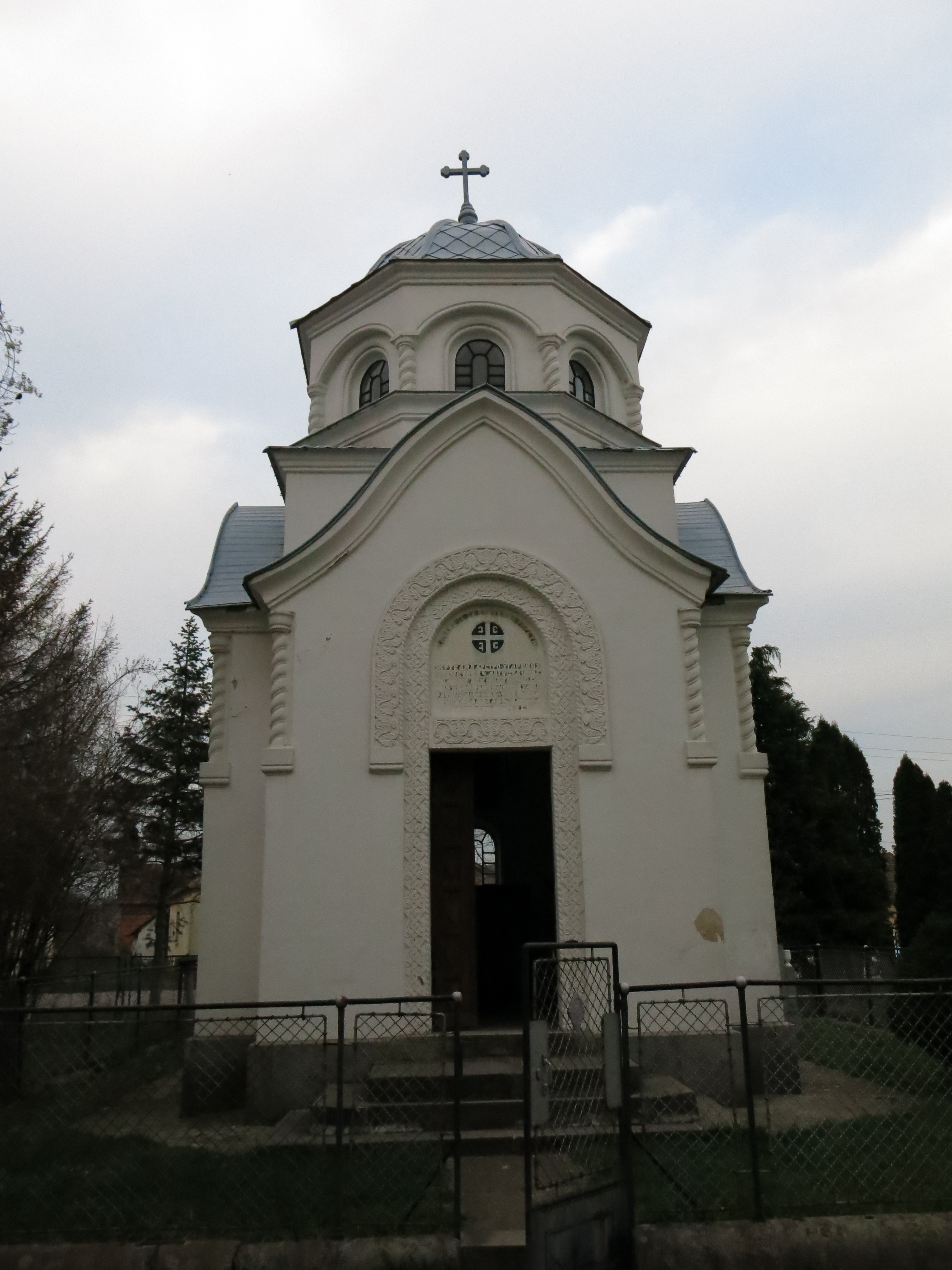
L'ossuaire de Prnjavor, sur le parvis de l'église Saint-Élie

## Démographie

### Évolution historique de la population
| 1948  | 1953  | 1961  | 1971  | 1981  | 1991  | 2002  | 2011  |
| ----- | ----- | ----- | ----- | ----- | ----- | ----- | ----- |
| 3 014 | 3 390 | 4 100 | 4 538 | 4 892 | 4 718 | 4 464 | 3 906 |

|  |